# 祭品

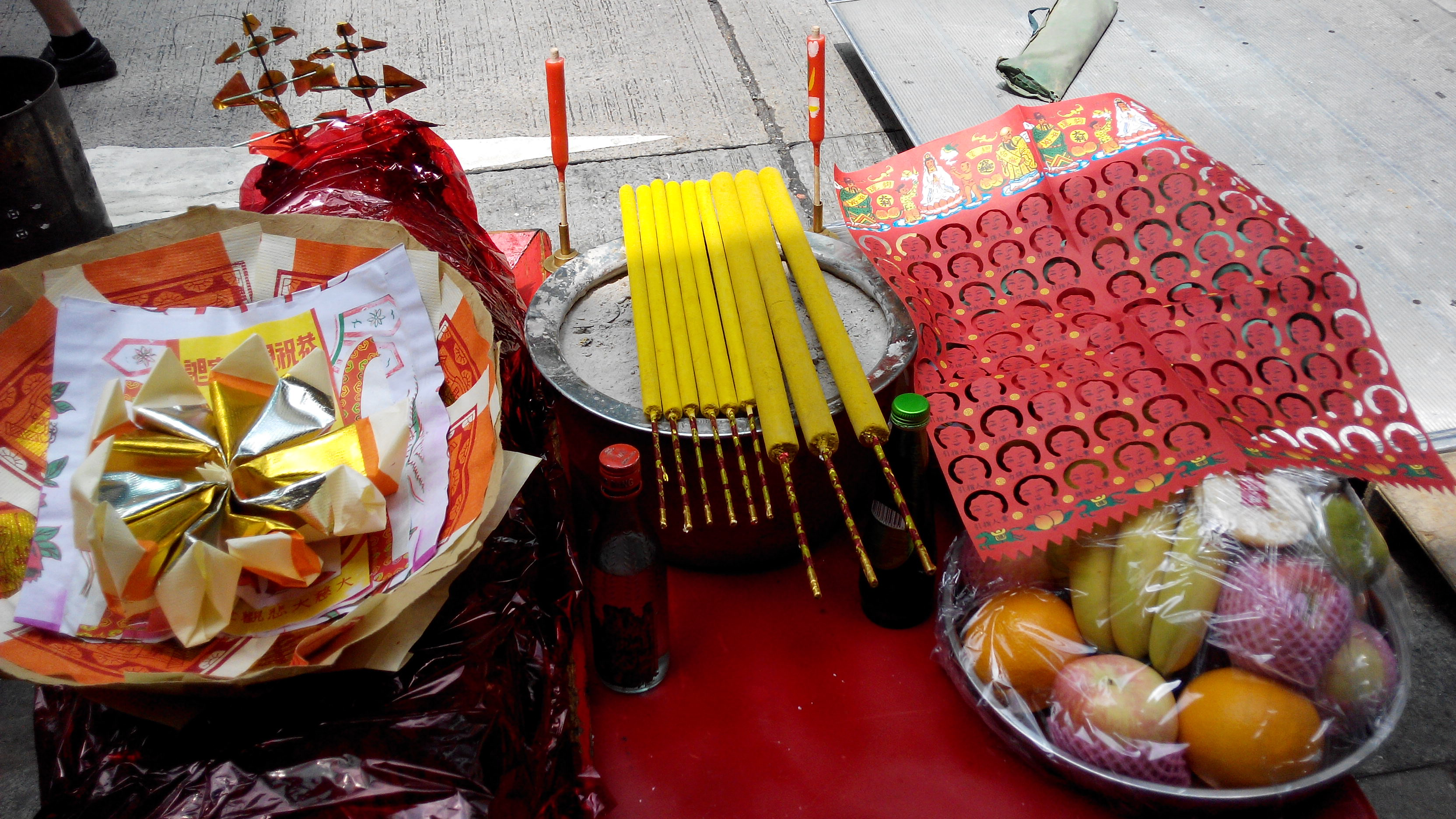
中式拜神一般祭品

祭品，又稱供品、供物、祭物，是指祭祀儀式中供奉祭祀對象的物品，為祭祀中不可或缺之物，也表達了人們的虔誠。

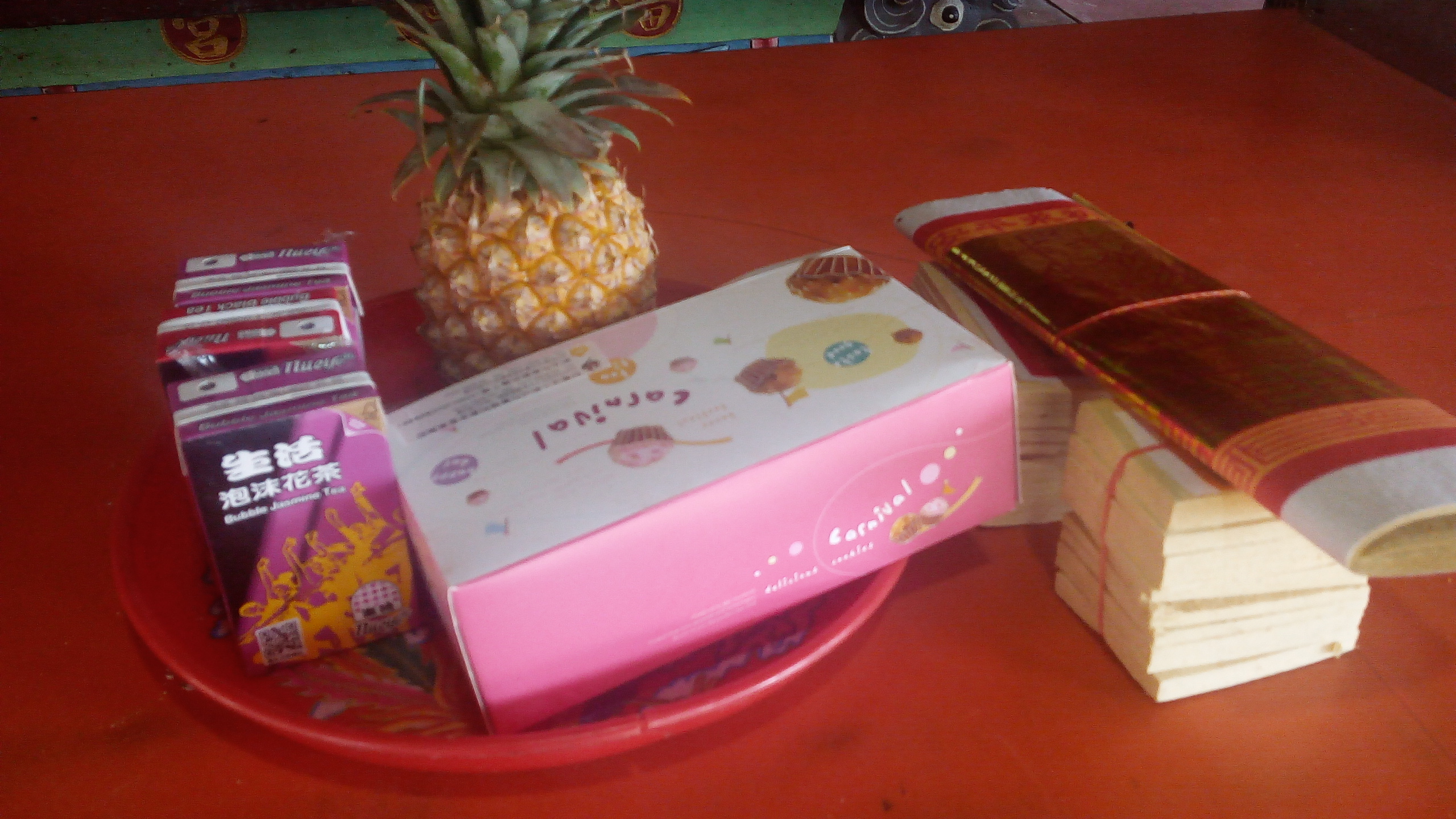
台灣民間信仰 信眾供奉的供品